# Sérent
Sérent är en kommun i departementet Morbihan i regionen Bretagne i nordvästra Frankrike. Kommunen ligger i kantonen Malestroit som tillhör arrondissementet Vannes. År 2022 hade Sérent 3 386 invånare.

## Befolkningsutveckling
Antalet invånare i kommunen Sérent
| Referens: INSEE |